# 博爾頓冰川
博爾頓冰川（英語：Bolton Glacier），是南極洲的冰川，位於葛拉漢地的丹科海岸，最終注入弗蘭德雷斯灣的布里安灣，在1959年由英國研究隊繪入地圖，現時由南極條約體系管理。